# Condoleezza Rice

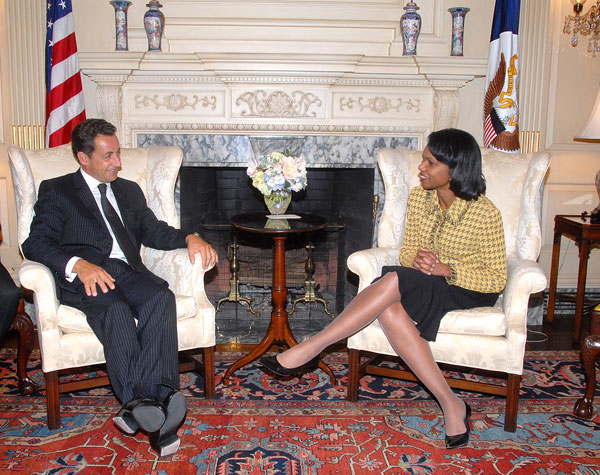
Nicolas Sarkozy och Condoleezza Rice i Washington D.C. (12 september 2006).

Condoleezza "Condi" Rice, född 14 november 1954 i Birmingham, Alabama, är en amerikansk statsvetare, diplomat och ämbetsman som var USA:s utrikesminister mellan åren 2005 och 2009, under president George W Bush. Innan dess innehade hon 2001–2005 befattningen som nationell säkerhetsrådgivare under samme president. När utrikesminister Colin Powell den 15 november 2004 lämnade in sin avskedsansökan nominerades hon dagen efter av presidenten till att bli ny utrikesminister från och med 1 januari 2005. Hon blev därmed den första afroamerikanska kvinnan, och den andra kvinnan (den första var Madeleine Albright), att inneha posten som utrikesminister. Den första afroamerikanen att inneha posten var hennes företrädare Colin Powell.

## Bakgrund
Rice är dotter till Angelena Rice och John Wesley Rice, som båda haft anställningar som lärare vid University of Denver. Rice är filosofie doktor i internationell politik med specialisering på Sovjetunionen och Östeuropa.

## Studier
Rice började studera piano vid en musikskola i Aspen i Colorado och vid 15 års ålder skrev hon in sig vid University of Denver med avsikt att utbilda sig till konsertpianist. Mer av en tillfällighet deltog hon i undervisningen i en kurs i internationell politik, där läraren var Josef Korbel, far till Madeleine Albright. Detta tände hennes intresse för Sovjetunionen och internationella relationer. Rice har själv sagt att "Korbel är en av de viktigaste personerna i mitt liv".
Vid 19 års ålder avlade Rice bachelorexamen i internationell politik cum laude. Ett år senare avlade hon sin masterexamen och 1981 hade hon sin doktorsexamen klar. Förutom sitt modersmål engelska talar hon också ryska, franska och spanska.

## Akademisk karriär
Rice fortsatte som lärare och professor vid Stanford University och var mellan 1993 och 1999  dess provost (högsta befattningen efter universitets rektor och bland annat ansvarig för dess miljardbudget). Tidigare hade varken en kvinna eller en afroamerikan innehaft denna befattning.

## Politisk karriär
Åren 1989 till 1991 tjänstgjorde Rice vid det Nationella säkerhetsrådets avdelning för Sovjetunionen och var delaktig i utformandet av USA:s politik rörande Berlinmuren och återförenandet av de två tyska staterna. I detta sammanhang imponerade hon på president George H. W. Bush (Bush Senior) i så hög grad att han presenterade henne för den sovjetiske presidenten Michail Gorbatjov som "den som har lärt mig allt jag kan om Sovjetunionen".
I samband med George W. Bushs presidentkampanj tog hon ett års tjänstledighet från sitt uppdrag som professor vid Stanford för att arbeta som Bushs särskilda rådgivare i utrikespolitiska frågor. Den 17 december 2000 utsåg den då nyvalde presidenten henne till rådgivare i nationella säkerhetsfrågor vilket hon var från den 22 januari 2001 till den 25 januari 2005.
Rice har varit en av de mest uttalade anhängarna till kriget i Irak och har bland annat skrivit en debattartikel i New York Times med titeln "Varför vi vet att Irak ljuger".
I augusti 2004 beskrevs Condoleezza Rice som världens mest inflytelserika kvinna av den amerikanska tidskriften Forbes Magazine.

## Privat
Den 9 augusti 2022 köpte Rice och ett konsortium fotbollslaget Denver Broncos (NFL) för 4,65 miljarder amerikanska dollar. Konsortiet bestod av S. Robson Walton, Carrie Walton Penner, Greg Penner, Lewis Hamilton och Mellody Hobson.